# Ikerdeficit
Az ikerdeficit egy ország folyó fizetési mérleg hiányának és az államháztartás hiányának egyidejű fellépését jelöli.

## Ok-okozati összefüggés
Ok-okozati összefüggés nem állapítható meg automatikusan, egy mindenkor érvényes szabály szerint, fontos minden esetben megvizsgálni adott ország specifikus gazdasági és államháztartási helyzetét. Gyakran előfordul viszont, hogy az államháztartás játssza a meghatározó szerepet a folyó fizetési mérleg deficitének növekedésében.
A magyar ikerdeficit jelenségét illetően a közgazdászok túlnyomó többsége a költségvetés túlköltekezését teszik felelőssé a folyó fizetési mérleg hiányának kialakulásában. Néhányan viszont úgy érvelnek, hogy a költségvetési hiány alapvetően a hazai vállalati szféra rendszerváltás-kori összeomlására, piaci részesedésének visszaesésére és az emiatt bekövetkezett jókora adóbevétel-veszteségre vezethető vissza.

## Gazdaságpolitikai válaszok
Az államháztartási deficit és a fizetési mérleg deficit közötti összefüggésnek gazdaságpolitikai szempontból nagy jelentősége van, mert felfogása körvonalazza a gazdaságpolitika alapvető irányait.
- Ha úgy fogjuk fel, hogy az államháztartás hiánya határozza meg a fizetési mérleg hiányát, akkor a fő teendő az államháztartás (költségvetés) kiadásainak csökkentése (vagy bevételeinek növelése) és ez maga után vonja a fizetési mérleg javulását. Ezt a felfogást képviseli a neoliberális gazdaságfilozófia, vagyis a fizetési mérleg hiányát a túlzott költségvetési (államháztartási) deficit következményének tartja és a fizetési mérleghiány csökkentésére az államháztartási kiadások mérséklését javasolja, amelyet általában államháztartási reformok formájában kíván elérni. Az ikerdeficit csapdáját abban látják, hogy az államháztartás magas finanszírozási igénye miatt tartós külső egyensúlytalanság (fizetési mérleg hiány) alakulhat ki.
- Egyes vélemények szerint az államháztartás (költségvetés) hiánya épp úgy okozhatja a fizetési mérleg hiányát, mint ahogy a fizetési mérleg hiánya az államháztartási hiányt. Ez utóbbi eset azonban a gazdaságpolitika szempontjából egészen mást jelent, mint az előbbi. Ez esetben ugyanis a gazdaságpolitikának – például az export, a turizmus elősegítésével, az import mérséklésével – a fizetési mérleg hiánya csökkentésére kell koncentrálnia. A fizetési mérleg hiányának csökkenése a GDP növekedése irányába hat, és mivel a GDP növekmény mintegy fele az adóbevételek növekedését szolgálja, ezáltal növeli a költségvetés bevételeit és csökkenti annak hiányát.